# Peter Debi
Peter Debi, sa punim imenom Peter Josef Vilijam Debi (engl. Peter Debye, hol. Petrus Josephus Wilhelmus Debije, Mastriht, 24. mart 1884 – Itaka, Njujork, 2. novembar 1966), holandsko-američki fizičar i fizički hemičar. Profesor univerziteta u Holandiji, Švajcarskoj i Nemačkoj, direktor Instituta Kajzer Vilhelm u Berlinu. Godine 1940. otišao u SAD, gde je na Univerzitetu Kornel radio kao profesor do penzije (1950). Razvio teoriju o polarizirajućem delovanju električnog polja na molekule i istraživao njihove dipolne momente, čime je unapredio spoznaje o međuatomskim udaljenostima i strukturi molekula. Proširio Ajnštajnovo objašnjenje toplotne provodnosti čvrstog tela na niskim temperaturama (Ajnštajn-Debijeva teorija toplotno provodnosti čvrstoga tela, 1912). Utemeljio metodu istraživanja kristalne strukture praškastih uzoraka difrakcijomom rendgenskih zraka (Debi-Šererova metoda, 1916). Sa Erihom Hikelom postavio je teoriju (Debi-Hikelova teorija, 1923) o električnoj provodljivosti i termodinamičkoj ravnoteži razređenih rastvora jakih elektrolita, čime je proširio Arenijusovu teoriju disocijacije soli u rastvoru na pozitivne i negativne jone. Pritom je pretpostavio da su pojedini joni okruženi oblakom jona suprotnog naboja, a otklon od idealnih rastvora objasnio je delovanjem međujonskih privlačnih i odbojnih sila. Godine 1936. je dobio Nobelovu nagradu za hemiju.

## Biografija

### Detinjstvo i mladost
Rođen je kao Peter Josef Vilijam Debi u Mastrihtu, Holandiji. Školovao se na Univerzitetu u Aachenu. Studirao je matematiku i klasičnu fiziku, i 1905. je dobio zvanje inženjera elektrotehnike. 1907. je objavio svoj prvi rad, matematičko rešenje problema koji ukljućuje vrtložne struje.
Godine 1906. je dobio posao kao asistent na Univerzitetu u Minhenu, gde je postao i doktor nauka 1908, radeći na pritisku elektromagnetnog zračenja. Godine 1910. je izveo jednačinu za Plankov zakon, za koju je i sam Maks Plank potvrdio da je jednostavniji izvod nego njegov.
Kada je 1911. Albert Ajnštajn postao profesor na Univerzitetu u Pragu, tada je Debi preuzeo njegovo staro mesto profesora na Univerzitetu u Cirihu. Nakon toga radio je na univerzitetima u Utrehtu 1912, Getingenu 1913, Cirihu 1920, Lajpcigu 1927. i Berlinu 1934, gde je opet nasledio Ajnštajna. Od 1937. do 1939. godine bio je predsednik Nemačkog udruženja fizičara.
Godine 1913. se Debi oženio sa Matilde Alberer, s kojom je imao sina Petera P. Debi (rođen 1916) i kćer Matilde Marija (rođena 1921). Njegov sin je postao isto fizičar, pa su radili povremeno i zajedno.

### Naučni doprinos
Njegov prvi naučni doprinos bio je primena ideje o dipolnom momentu (raspodela pozitivnog i negativnog električnog naboja u električnim sistemima), kod električnog naboja nesimetričnih molekula (na primer voda). Godine 1912. je razvio jednačine za odnos momenta dipola u zavisnosti o temperature i dielektričnoj konstanti. Zbog te zasluge, merna jedinica momenta dipola debi je nazvana u njegovu čast. Osim toga, 1912. je proširio Ajnštajnovu teoriju o toplotnom kapacitetu, za niže temperature, dodavši uticaj niskofrekventnih fonona.
Godine 1913. je proširio teoriju Nilsa Bora o atomskoj strukturi, uvodeći eliptičnu orbitu. Godine 1915. Debi je izračunao uticaj temperature na rendgensku difrakciju za ispitivanje kristala (Debi-Volerov faktor). Godine 1923. je poboljšao teoriju Svanta Avgusta Arenijusa o električnoj provodljivosti u rastvoru elektrolita (Debijeva dužina). Godine 1923. Debi je razvio teoriju za objašnjenje Komptonovog učinka, kada dolazi do pomaka rendgenskih zraka u interakciji s elektronima.

#### Ajnštajn-Debijeva teorija toplotne provodnosti čvrstoga tela
Ajnštajn-Debijeva teorija toplotne provodnosti čvrstoga tela je objašnjenje odstupanja toplotne provodnosti od Dulong-Petitovog zakona i temperaturne zavisnosti na niskim temperaturama pomoću oscilovanja atoma u atomskoj rešetki (fononski model). Uvođenjem karakteristične Debijeve temperature Θ dobijena je ista vrednost toplotne provodnosti jednostavnih čvrstih materija po molu za iste iznose T/Θ, gde je T termodinamička temperatura. U metalima, zbog pobuđivanja elektrona u viša stanja, toplotna provodnost ima dodatni (na niskim temperaturama linearni) član. U klasičnoj statističkoj fizici toplotna provodnost nekog čvrstog tela je konstantna. Međutim, pri niskim temperaturama toplotna provodnost se smanjuje zbog kvantnih učinaka. U blizini temperature apsolutne nule toplotna je provodnost srazmerna sa kubom temperature T³ i kod same nule iščezava.

### Kasniji rad
Od 1934. do 1939. godine bio je profesor na prestižnom Humboltovom univerzitetu u Berlinu. Godine 1939. je otputovao u Sjedinjene Američke Države, gde je radio kao profesor na Univerzitetu Kornel, Njujork. Godine 1946. postaje američki državljanin. Tu je radio na tehnici rasipanja svetlosti za određivanje relativne molekularne mase molekula polimera. Započeo je da proučava sintetičke gume, a kasnije je nastavio rad sa belančevinama i makromolekulima.
Godine 1966. je umro od srčanog udara.

## Ratne aktivnosti i kontroverze

### Kontroverza iz 2006
U januaru 2006, u Holandiji se pojavila knjiga (na holandskom), koju je napisaо Sibe Rispens, pod naslovom Ajnštajn u Holandiji. Jedno poglavlje ove knjige govori o odnosu između Alberta Ajnštajna i Debija. Rispens je otkrio dokumente koji su, kako je verovao, bili novi i dokazao da je Debi, tokom svog upravljanja Društvom Kajzer Vilhelm, bio aktivno uključen u čišćenje nemačkih naučnih institucija od jevrejskih i drugih „nearijevskih elemenata“. Rispens beleži da je 9. decembra 1938. Debi pisao u svojstvu predsednika Nemačkog fizičkog društva (DPG) svim članovima DPG:
U svetlu trenutne situacije, članstvo nemačkih Jevreja kako je predviđeno Nirnberškim zakonima, u Nemačkom fizičkom društvu ne može se nastaviti. Po želji odbora, molim sve članove na koje se ove definicije odnose da mi prijave svoju ostavku. Hajl Hitler!
U mnogim biografijama objavljenim pre Rispensovog rada, stoji da se Debi preselio u SAD, jer je odbio da prihvati nemačko državljanstvo koje su mu nametali nacisti. On je planirao odlazak iz Nemačke tokom posete svoje majke u Mastrihtu krajem 1939. godine. On se ukrcao na brod u Đenovi januara 1940. i stigao u Njujork početkom februara 1940. Odmah je tražio stalni posao u SAD i prihvatio takvu ponudu iz Kornela u junu 1940. Tog meseca je prešao američku granicu u Kanadu i vratio se za nekoliko dana sa imigracionom vizom. Do decembra 1940. uspeo je da odvede svoju ženu iz Nemačke u SAD. Iako je njegov sin već bio u SAD pre nego što je otišao, njegova 19-godišnja ćerka i snaja nisu otišle. One su živele su u njegovoj zvaničnoj rezidenciji u Berlinu i izdržavale su se od Debievih zvaničnih berlinskih plata (u tu svrhu je pažljivo održavao službeno odsustvo).
Dalje, Rispens navodi da je Albert Ajnštajn u prvoj polovini 1940. pokušao da spreči Debija da bude imenovan u Sjedinjenim Državama na Kornelu. Ajnštajn je navodno pisao svojim američkim kolegama: „Znam iz pouzdanog izvora da je Peter Debi još uvek u bliskom kontaktu sa nemačkim (nacističkim) vođama“ i, prema Rispensu, pozvao je svoje kolege da urade „ono što smatraju svojom dužnošću kao američki građani”. Da bi to podržao, Rispens se poziva na dobro poznato Debijevo pismo Ajnštajnu i Ajnštajnov odgovor na njega. Van Ginkel je istražio izveštaje FBI-a iz 1940. o ovom pitanju i pronašao „pouzdani izvor“ u vidu jednog pisma upućenog Ajnštajnu, koje je napisao neko čije je ime izgubljeno. Ova osoba nije bila lično poznata Ajnštajnu, i prema Ajnštajnu, verovatno nije poznavala ni Debija lično. Štaviše, ovo optužujuće pismo nije stiglo direktno do Ajnštajna, već su ga presreli britanski cenzori koji su ga pokazali Ajnštajnu. Ajnštajn je poslao britanskog agenta sa pismom Kornelu, a vlasti Kornela su informisale Debija o aferi. Potom je Debi napisao svoje dobro poznato pismo Ajnštajnu iz 1940. godine, na koje je Ajnštajn odgovorio. Poslednja dva pisma mogu se naći u objavljenoj Ajnštajnovoj prepisci.
Rispens navodi da je Debi poslao telegram u Berlin 23. juna 1941, obaveštavajući svoje prethodne poslodavce da je u mogućnosti i voljan da ponovo preuzme svoje dužnosti u Kajser Vilhelm Institutu, verovatno da bi održao svoje odsustvo, i zadržao berlinsku kuću i platu na raspolaganju njegove kćeri. Kopija ovog telegrama do sada nije pronađena. U leto 1941, Debi je prijavio nameru da postane američki državljanin i brzo je regrutovan u SAD da učestvuje u savezničkim ratnim istraživanjima.
U mnogim biografijama, a takođe i u Rispensovoj knjizi, dobro je dokumentovano da su Debi i holandske kolege pomogli njegovoj jevrejskoj koleginici Lizi Majtner 1938–1939 (uz veliki rizik za sebe i svoju porodicu) da pređe holandsko-nemačku granica da bi izbegla nacistički progon i na kraju je dobila položaj u Švedskoj.
Pre Rispensovog rada, a za razliku od njega, Rehenbergov članak se pojavio 18 godina ranije u vezi sa Debijevim pismom. Članak detaljnije opisuje Debijevu poslanicu i predstavlja veoma povoljnu sliku o Debiju u njegovim naporima da se odupre nacističkim aktivistima. Štaviše, ovaj članak ističe da je Maks fon Laue, poznat po svojim antinacističkim stavovima, dao saglasnost na pismo predsednika DPG-a.

## Literatura
- Smith, Charles (1971). „Debye, Peter Joseph William”. Dictionary of Scientific Biography. 3. New York: Charles Scribner's Sons. стр. 617—621. ISBN 978-0-684-10114-9.

## Spoljašnje veze
- „Negen Nederlandse Nobelprijswinnaars” (PDF). Архивирано из оригинала (PDF) 07. 03. 2008. г. Приступљено 02. 03. 2019.